# Ophioparmaceae
Ophioparmaceae es una pequeña familia de hongos formadores de líquenes del orden Umbilicariales. La familia fue delimitada en 1988 por los liquenólogos Roderick Westgarth Rogers y H. Thorsten Lumbsch.

## Géneros
- Boreoplaca Timdal (1994)[3] – 1 sp.
- Hypocenomyce M.Choisy (1951) – 3 spp.
- Ophioparma Norman (1852) – 9 spp.
- Rhizoplacopsis J.C.Wei & Q.M.Zhou (2006)[4] – 1 sp.